# Loretta Stern

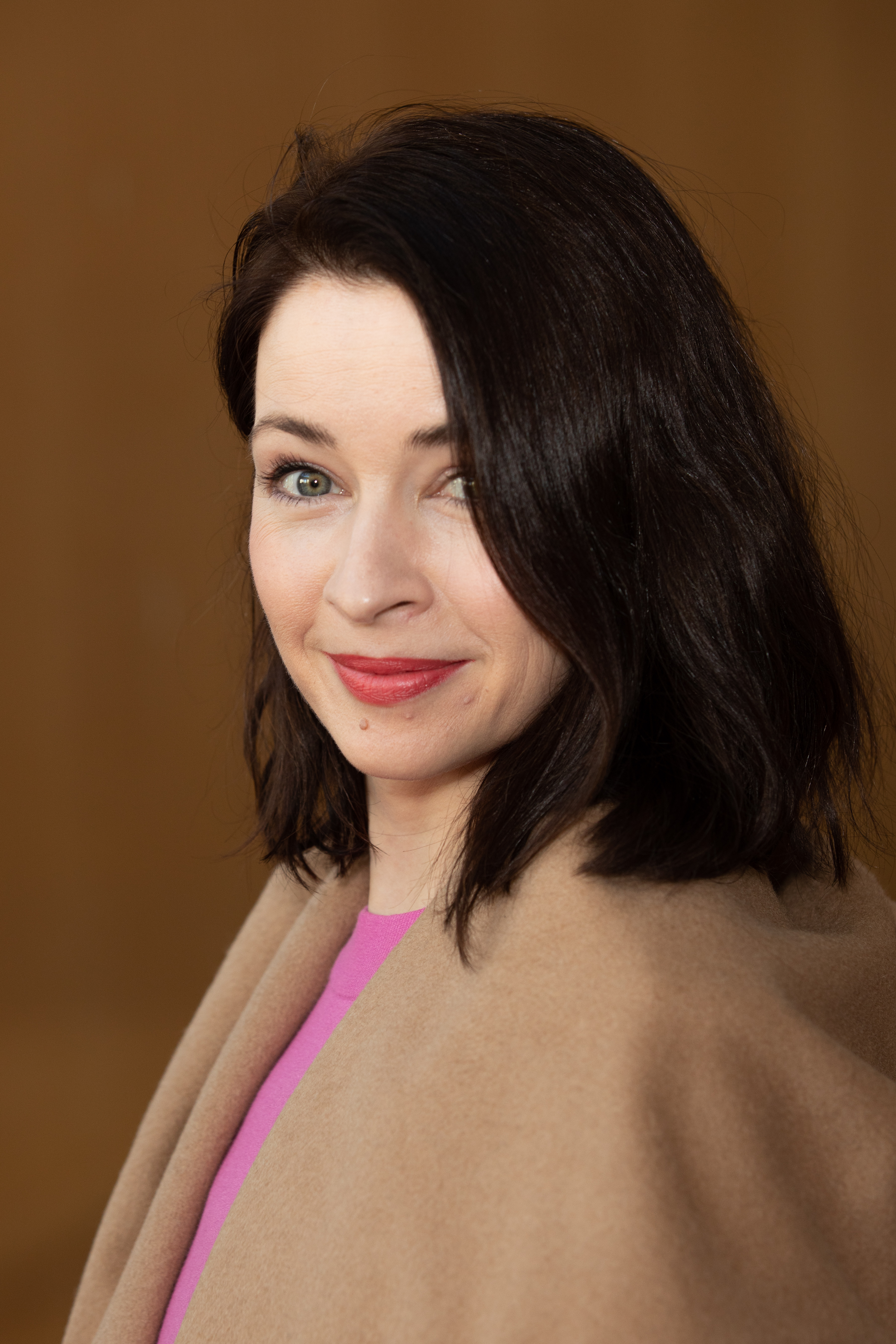
Loretta Stern (2019)

Loretta Stern (Geburtsname: Andrea Steinitz; * 16. September 1974 in Mainz) ist eine deutsche Schauspielerin, Synchronsprecherin, Sängerin, Fernsehmoderatorin und Buchautorin.

## Leben
Stern absolvierte von 1993 bis 1996 an der Stage School Hamburg eine Ausbildung zur Musicaldarstellerin. Zunächst als Lori Stern war sie von 1995 bis 2001 ein Mitglied der Band Sqeezer und moderierte zwischen 1997 und 1998 das Jugendmagazin Bravo TV.
Seit 1999 tritt Stern in verschiedenen Fernsehserien in Episodenrollen auf, darunter in Tatort, Ein Fall für zwei und SOKO Leipzig, in der Sketch-Sendung Geht’s noch?, außerdem in Fernsehfilmen wie Lars Beckers Nachtschicht, oder im Kino beispielsweise in Peter Thorwarths Goldene Zeiten, in der Rolle der Reporterin in Oskar Roehlers Film Agnes und seine Brüder und in Die Relativitätstheorie der Liebe von Otto Alexander Jahrreiss.
Sie wirkte außerdem in der Krimiserie Unschuldig auf ProSieben sowie in der sechsten Staffel der Sat.1-Comedyserie Schillerstraße mit, in der sie eine Freundin von Jürgen Vogel spielte. Von Herbst 2011 bis ins Frühjahr 2012 war Stern als Kommissarin Nora Neubauer in der ARD-Krimiserie Heiter bis tödlich: Nordisch herb zu sehen. Die Serie wurde nach einer Staffel von der ARD wieder abgesetzt.
Zusammen mit Clemens Süssenbach gründete Stern 2002 die Jazz-Band Stern & Süssenbach. Seit 2003 moderierte sie die ARTE-Sondersendungen zur Berlinale und den Filmfestspielen von Cannes. 2007 war sie zu Gast bei Zimmer frei!. Zusammen mit Freunden betreibt sie das Theater-Label Planet Porno in Berlin.
Loretta Stern ist Sängerin der Band Mathilda.
Seit Ende Juni 2013 ist Loretta Stern außerdem wöchentlich samstags abends als „Musikagentin“ in der von Tele 5 eigenproduzierten Musiksendung Playlist – Sound of my Life zu sehen. In dieser Sendung muss sie gemeinsam mit Musikproduzent Tim Renner und Rapper Smudo von den Fantastischen Vier anhand einer abgegebenen Musik-Playlist erraten, welcher Promi sich dahinter verstecken könnte.
Stern ist seit 2008 mit dem Synchronsprecher Matti Klemm verheiratet.

## Filmografie (Auswahl)
- 2000: Tatort: Einmal täglich
- 2001: Balko (1 Folge)
- 2002: Ein Fall für Zwei (1 Folge)
- 2003: SOKO Köln (1 Folge)
- 2003: Nachtschicht – Amok!
- 2004: Die Rettungsflieger, Folge 08x16: Leben ohne Lügen
- 2004: Agnes und seine Brüder
- 2005: Plötzlich berühmt
- 2005: Berlin, Berlin (1 Folge)
- 2005: Der letzte Zeuge (1 Folge)
- 2005: Unter weißen Segeln – Odyssee der Herzen
- 2006: Polizeiruf 110: Tod im Ballhaus
- 2006: Da kommt Kalle (1 Folge)
- 2006: Goldene Zeiten
- 2006: Der beste Lehrer der Welt
- 2006: SOKO Leipzig (2 Folgen)
- 2007: In aller Freundschaft (1 Folge)
- 2007: Allein unter Bauern (5 Folgen)
- 2007: Wilsberg: Die Wiedertäufer
- 2008: Unschuldig
- 2008: Finnischer Tango
- 2009: SOKO Wismar (1 Folge)
- 2010: Küss Dich Reich
- 2011–2012: Heiter bis tödlich: Nordisch herb (16 Folgen)
- 2014: Kommissar Marthaler – Partitur des Todes (ZDF-Krimi)
- 2016: Rosamunde Pilcher: Erdbeeren im Frühling
- 2017: Schneeflöckchen (Kinospielfilm)
- 2020: Rentnercops (1 Folge)
- 2020: Nightlife
- 2022: Der Usedom-Krimi: Gute Nachrichten

## Synchronrollen (Auswahl)

### Filme
- 2001: Lubna Azabal als Sarah in Weit Weg
- 2002: Rebecka Liljeberg als Lola in Der Kuss des Bären
- 2003: Samantha Morton als Maria Gonzales in Code 46
- 2008: Mélanie Thierry als Aurora in Babylon A.D.
- 2015: Samantha Morton als Annie in Decoding Annie Parker

### Serien
- 2007–2008: Holly Valance als Nika Volek in Prison Break
- seit 2014: Diane Guerrero als Maritza Ramos in Orange Is the New Black

## Werke (Auswahl)
- mit Eva Nagy: Einmal breifrei, bitte! Die etwas andere Beikost. Kösel Verlag, München 2013, ISBN 978-3-466-34587-8.
- mit Anja Constance Gaca: Das breifrei!-Kochbuch. So schmeckt es dem Baby und der ganzen Familie. Kösel Verlag, München 2014, ISBN 978-3-466-34601-1.
- mit Anja Constance Gaca: Das Wochenbett: Alles über diesen wunderschönen Ausnahmezustand für Väter und Mütter. Kösel Verlag, München 2016, ISBN 978-3-466-31069-2.
- mit Anja Constance Gaca, Björn Moschinski: Breifrei! Das Veggie-Kochbuch: 80 einfache Rezepte für Babys und die ganze Familie. Kösel Verlag, München 2017, ISBN 978-3-466-31090-6.
- mit Eva Nagy: Einmal breifrei, bitte! Die etwas andere Beikost. Kösel Verlag, München 2022, ISBN 978-3-466-31194-1.